# Lewis Burras
Lewis Edward Burras (Winchester, 12 de febrero de 2000) es un deportista británico que compite en natación, especialista en el estilo libre. Ganó dos medallas de oro en el Campeonato Europeo de Natación en Piscina Corta de 2023, en las pruebas de 4 × 50 m libre y 4 × 50 m libre mixto.

## Palmarés internacional
| Campeonato Europeo en Piscina Corta | Campeonato Europeo en Piscina Corta | Campeonato Europeo en Piscina Corta | Campeonato Europeo en Piscina Corta |
| Año                                 | Lugar                               | Medalla                             | Prueba                              |
| ----------------------------------- | ----------------------------------- | ----------------------------------- | ----------------------------------- |
| 2023                                | Otopeni (Rumania)                   | Medalla de oro                      | 4 × 50 m libre                      |
| 2023                                | Otopeni (Rumania)                   | Medalla de oro                      | 4 × 50 m libre mixto                |